# Gertrud Kolmar
Gertrud Kolmar, Gertrud Käthe Chodziesner (ur. 10 grudnia 1894 w Berlinie, zm. w marcu 1943 w Auschwitz-Birkenau) – niemiecka poetka liryczna i pisarka pochodzenia żydowskiego.

## Życiorys
Gertrud Kolmar urodziła się w 1894 r. jako Gertrud Chodziesner w Berlinie. Wychowała się w zasymilowanej rodzinie żydowskiej w dzielnicy Berlina Charlottenburg. Była kuzynką Waltera Benjamina. Uczęszczała do prywatnych szkół, gdzie otrzymała certyfikat posługiwania się językami: angielskim i francuskim. Pracowała jako tłumaczka, nauczycielka i sekretarka. Poetycka kariera Gertrud rozpoczęła się w 1917 r. od wydania pierwszego tomu wierszy. Dla działalności literackiej przyjęła pseudonim Kolmar, oznaczający niemiecką nazwę polskiego miasta Chodzież, od którego pochodziło jej nazwisko. Publikowała regularnie do 1938 r. Po tym czasie dalsza aktywność poetycka stała się niemożliwa ze względu na przejęcie władzy przez nazistów w Niemczech. Została deportowana do Auschwitz-Birkenau, gdzie zginęła w 1943.